# Justo Bonetto
Justo Bonetto (Vigodarzere, 10 giugno 1938 – Padova, 28 giugno 2019) è stato un cestista italiano.

## Biografia
Era il padre di Gherardo Bonetto, anch'egli cestista .

## Carriera

### Club
Ha giocato per la Pallacanestro Petrarca Padova e dal 1962 al 1966 alla Virtus Bologna. Inoltre ha giocato per il Costone Siena.

### Nazionale
Ha vestito la maglia azzurra con la selezione Universitaria (Universiade), militare (Mondiali), B e A (primo padovano ad essere chiamato).